# Christina Kuzaj
Christina Kuzaj (verheiratete Christina Schröder) (* 10. April 1974 in Georgsmarienhütte) ist eine ehemalige deutsche Basketballspielerin.

## Laufbahn
Kuzaj stieg mit dem Osnabrücker SC 1992 unter Trainer Jörg Scherz in die 1. Damen-Basketball-Bundesliga auf. In der Saison 1997/98 zog sie mit dem OSC in die Endspielserie um die deutsche Meisterschaft ein, musste sich mit ihren Mitspielerinnen dort aber dem Seriensieger BTV Wuppertal geschlagen geben. Sie spielte bis 1999 mit Osnabrück in der Bundesliga sowie jahrelang zusätzlich im europäischen Vereinswettbewerb Ronchetti Cup. Beruflich wurde sie als Lehrerin tätig.